# Бозшаколь
Бозшако́ль (каз. Бозшакөл) — село у складі Екібастузької міської адміністрації Павлодарської області Казахстану. Входить до складу Торт-Кудуцького сільського округу.
Село утворене 2012 року на місці колишнього станційного селища Бощакуль.
Населення — 329 осіб (2021).